# Genhout
Genhout est un village néerlandais situé dans la commune de Beek, dans la province du Limbourg néerlandais. Le 1er janvier 2005, le village comptait 1 320 habitants.
Genhout est formé du village de Groot Genhout et du hameau de Klein Genhout.